# Majláth (famiglia)
La famiglia Majláth fu un'antica famiglia nobile ungherese.

## Storia
La famiglia, conosciuta alternativamente anche coi nomi di Mailáth, Majláth, Májlát, Majlát o Majáth, sul finire del XVII secolo venne infeudata nelle contee di Bars e Hont, pur essendo originaria di Ófehértó. I membri di questa casata ricoprirono perlopiù incarichi di corte in Ungheria, ma sembra non abbiano legami genealogici con la famiglia ben più prospera dei Maylád che tra XIV e XVI secolo furono duchi di Transilvania. 
Il primo antenato conosciuto di questa famiglia fu Miklós Mailáth, giudice e signore delle contee di Zólyom e Komárom. Tra XVIII e XIX secolo la famiglia si distinse per la presenza di personaggi di rilievo nel campo della giurisprudenza e della politica nazionale.

## Alcuni personaggi di rilievo
- Miklós Mailáth (1646-1673), giudice e signore delle contee di Zólyom e Komárom, consigliere (1662-1673) del primate d'Ungheria György Lippay, direttore degli affari reali (királyi ügyek igazgatója) e procuratore della Santa Corona (a szent korona ügyésze).
- György Majláth (1752-1821), avvocato, giudice capo (Királyi személynök) della Curia Regia e luogotenente della contea di Tolna.
- György Majláth (1786-1861), giudice reale d'Ungheria, parlamentare, portavoce della Camera dei Magnati, membro dell'Accademia delle Scienze ungherese
- János Majláth(1786-1855), storico e poeta
- György Majláth (1818-1883), giudice, portavoce della Camera dei Magnati, membro dell'Accademia delle Scienze ungherese.
- Gusztáv Károly Majláth (1864-1940), vescovo di Transilvania
- Antal Majláth (1801-1873), luogotenente della contea di Zemplén, consigliere privato, ministro di stato, membro della Camera dei Magnati, gran cancelliere d'Ungheria
- József Majláth (1858-1940), sociologo, organista, compositore, consigliere privato, ciambellano imperiale e reale, membro della Camera dei Magnati
- Béla Majláth (1831-1900), storico, archeologo, bibliografo e membro dell'Accademia delle Scienze ungherese.